# بورلند
بورلند، (به انگلیسی: Borland) از شرکت‌های بزرگ نرم‌افزاری است.
هم اکنون وسعت تولید محصولات نرم‌افزاری شرکت بورلند بسیار گسترده است. فعالیت اصلی این شرکت تا کنون در زمینه تولید IDEهای زبان‌های برنامه‌نویسی بوده‌است، ولی چند سالی است که به حیطه تولید راه حل‌های نرم‌افزاری جهت تحلیل، طراحی و پیاده‌سازی سیستم‌های نرم‌افزاری هم وارد شده‌است. که از جمله این ابزارها می‌توان به Caliber RM، Together، StarTeam، Tempo و چندین ابزار دیگر اشاره نمود.
شرکت بورلند در ماه مه ۲۰۰۹ به مبلغ ۷۵ میلیون دلار توسط شرکت مایکرو فوکوس خریداری شد و هم‌اکنون به‌عنوان شرکت تابعه این کمپانی فعالیت می‌نماید. پس از این انتقال دفتر مرکزی بورلند نیز از اسکاتس ولی، کالیفرنیا به آستین، تگزاس نقل مکان نمود.

## محصولات

### اخیراً
- Borland AppServer
- Borland Caliber DefineIT
- Borland CaliberRM
- Borland Enterprise Server
- Borland Enterprise Studio, for C++, Mobile and Java
- Borland Gauntlet
- StarTeam
- Borland Tempo
- Borland Together for Eclipse
- Visibroker

### محصولات تاریخی
- Borland C++
- دلفی (زبان برنامه‌نویسی)
- Brief (text editor)
- سی++بیلدر
- C++BuilderX
- C#Builder
- CodeWright
- Entera (Acquired from OEC)
- Eureka: The Solver (numerical solver for mathematical systems of equations)[۱]
- IntraBuilder
- جی‌بیلدر
- کیلیکس
- ObjectVision
- توربو اسمبلر
- Turbo BASIC (now PowerBASIC)
- توربو سی
- توربو سی پلاس‌پلاس
- Turbo Debugger
- توربو دلفی
- Turbo Pascal
- Turbo Pascal Database Toolbox
- Turbo Pascal Editor Toolbox
- Turbo Pascal Graphix Toolbox
- Turbo Pascal Numerical Methods Toolbox
- Turbo Pascal Tutor
- Turbo Profiler
- ویژوال پرولوگ (اکنون ویژوال پرولوگ)
- dBase
- InterBase
- پارادوکس (نرم‌افزار)
- Sidekick
- Sidekick Plus
- SuperKey
- Turbo Lightning (TSR spell checker)
- Borland Eureka the Solver
- Borland Reflex
- Quattro
- Quattro Pro
- Sprint
- Turbo GameWorks (Turbo Pascal source and executables for bridge, gomoku, and chess)
- Word Wizard (Requires Turbo Lightning)